# Denisa Dragomir
Denisa Ionela Dragomir (* 22. August 1992) ist eine rumänische Ultra- und auf Skyrunning spezialisierte Bergläuferin. Sie ist Weltmeisterin im SkyMarathon 2022, Trail-Weltmeisterin 2022, Europameisterin im SkyRace 2019 und fünffache Balkan-Meisterin im Berglauf. Außerdem gewann sie die Skyrunner World Series 2021.

## Werdegang
Denisa Dragomir begann im Alter von 11 Jahren mit dem Laufen. Als ihre Cousine für einen Wettkampf ausgewählt wurde, versuchte sie alles, um ebenfalls teilnehmen zu können. Da Denisa zu jung war, nahm sie außerhalb der Wertung am Rennen teil. Im folgenden Jahr meldete sie sich offiziell für das Rennen an und wurde erneut Dritte.
Sie trat einem Leichtathletikverein bei und begann mit dem Hürdenlauf über 1500 m. In ihrer ersten Saison gewann sie bei den rumänischen Jugendmeisterschaften die Silbermedaille, im Jahr darauf Gold und wechselte dann zum Hürdenlauf über 2000 m.
Mit 18 Jahren versuchte sie sich erfolgreich im Berglauf und wurde 2010 Junioren-Europameisterin, außerdem wurde sie rumänische Juniorenmeisterin im Hürdenlauf über 3000 m. Im darauffolgenden Jahr wiederholte sie ihre guten Leistungen und gewann bei den Balkan-Meisterschaften im Berglauf die Silbermedaille bei den Junioren und ihren zweiten Titel als Junioren-Europameisterin im Berglauf. Außerdem gewann sie bei den Weltmeisterschaften in Tirana die Bronzemedaille bei den Junioren.
In ihrer ersten Saison als Seniorin gewann sie in Nova Zagora den ersten von vier Balkan-Meistertiteln im Berglauf, indem sie Yasemin Can besiegte. Ihre Teilnahme an den Berglauf-Europameisterschaften in Pamukkale verlief mit einem 19. Platz enttäuschender. 2014 nahm sie an ihrem ersten Skyrunning-Event, dem Retezat SkyRace, teil. Sie lief ein ausgezeichnetes Rennen, indem sie mit 3 Stunden 48 Minuten 30 Sekunden den Streckenrekord der Frauen brach und den 6. Platz in der Gesamtwertung belegte. Während dieses Laufs lernte sie Ionuț Zincă kennen, ein Mitglied des italienischen Vereins Valetudo Skyrunning. Er lud sie ein, seinem Verein beizutreten und am Berglauf Sierre–Zinal teilzunehmen. Bei diesem legendären Schweizer Lauf belegte sie den 7. Platz. In den folgenden Jahren gewann sie zahlreiche Skyrunning-Rennen in Italien.
Am 6. August 2017 gewann sie die Bronzemedaille bei den Weltmeisterschaften im Langstrecken-Berglauf, die im Rahmen des Giir di Mont ausgetragen wurden. Dank ihrer Siege bei den SkyRaces von Trentapassi, Pizzo Stella, La Veia, ZacUp und beim Cielo SkyMarathon gewann Dragomir die Sky-Wertung der Skyrunner Italy Series.
Bei den Trail-Weltmeisterschaften 2019 in Miranda do Corvo wurde sie Fünfte und gewann mit Andreea Pîscu und Ingrid Mutter die Bronzemedaille im Teamwettbewerb. Am 7. September errang sie beim Veia SkyRace ihren fünften Sieg in Folge und kam 3 Sekunden hinter ihrem im Vorjahr aufgestellten Rekord ins Ziel. Da das Rennen als SkyRace-Event der Skyrunning-Europameisterschaften zählte, gewann sie ihren ersten großen Titel. In der Skyrunner World Series gelang ihr ein hervorragender Saisonabschluss. Am 23. August belegte sie beim Rennen Matterhorn Ultraks Extreme den 3. Platz. Am 15. September gewann sie das ZacUp SkyRace mit neuem Frauenrekord in 3 Stunden 12 Minuten 50 Sekunden, womit sie den bisherigen Rekord von Elisa Desco um 16 Minuten unterbot. Am 19. Oktober gewann sie das SkyMasters-Finale in Limone sul Garda und kam 6 Minuten vor Sheila Avilés ins Ziel. Mit ihren drei Podiumsplätzen belegte sie den 5. Platz in der Gesamtwertung.
Am 19. Juni 2021 nahm sie beim Livigno SkyMarathon teil. Sie dominierte das Rennen und gewann mit 20 Minuten Vorsprung vor der Norwegerin Eli Anne Dvergsdal. Am 25. Juli absolvierte sie beim SkyRace Comapedrosa erneut ein Solorennen und gewann mit elf Minuten Vorsprung vor der Französin Iris Pessey. Am 4. September war sie erneut unschlagbar, als sie das Hochkönig SkyRace gewann und die vorläufige Führung in der Rangliste der Skyrunner World Series übernahm. Am 18. September gewann sie beim Câmpulung Moldovenesc ihren ersten rumänischen Meistertitel im Langstrecken-Berglauf, indem sie Ingrid Mutter schlug. Eine Woche später setzte sie sich in Gorbeia Suzien nach der Hälfte des Rennens an die Spitze und siegte. Beim Finale der Skyrunner World Series beim Limone Extreme legte sie als Favoritin ein hohes Tempo vor und gewann vor der Schwedin Johanna Åström. Sie hatte den Titel bereits durch ihre vier vorherigen Siege rechnerisch sicher und gewann ihn souverän mit fünf Siegen bei fünf Starts.
14. Mai 2022 dominierte sie die Balkan-Meisterschaften im Berglauf in Câmpulung Moldovenesc, indem sie von Anfang an die Führung übernahm und dem Sieg sicherte. Sie gewann ihren fünften Einzeltitel sowie den Mannschaftstitel mit Ingrid Mutter und Andreea Alina Pîşcu. Kurz darauf erlitt sie eine Verletzung der Achillessehne und musste den Sommer über pausieren. Am 4. September gelang ihr mit dem Sieg beim Rosetta SkyRace das Comeback. Eine Woche später startet sie beim SkyMarathon der Skyrunning-Weltmeisterschaften in Bognanco. Denisa Dragomir baute ihren Vorsprung an der Spitze aus und gewann in 3 Stunden 29 Minuten 51 Sekunden ihren ersten Weltmeistertitel. Am 5. November startete sie bei den Berg- und Traillauf-Weltmeisterschaften 2021 in Chiang Mai im Kurz-Trail und gewann den Weltmeistertitel.
Sie plante, im Juni 2023 bei den Berglauf- und Trail-Weltmeisterschaften in Innsbruck-Stubai zu starten, konnte verletzungsbedingt jedoch nicht antreten.

## Sportliche Erfolge (Auswahl)
Berglauf:
2012
- Balkan-Meisterschaften: 1. Platz

2014
- Balkan-Meisterschaften: 1. Platz
- Berglauf Sierre–Zinal: 7. Platz
- Rumänische Meisterschaften: 1. Platz

2015
- Rumänische Meisterschaften: 1. Platz
- Balkan-Meisterschaften: 1. Platz

2016
- Rumänische Meisterschaften: 1. Platz
- Balkan-Meisterschaften: 2. Platz

2017
- Balkan-Meisterschaften: 1. Platz
- Berglauf-Weltmeisterschaften Langdistanz: 3. Platz
- Rumänische Meisterschaften: 1. Platz

2018
- Berglauf-Weltmeisterschaften Langdistanz: 4. Platz
- Rumänische Meisterschaften Kurzdistanz: 1. Platz

2019
- Berglauf-Weltmeisterschaften Langdistanz: 8. Platz

2021
- Rumänische Meisterschaften Langdistanz: 1. Platz

2022
- Balkan-Meisterschaften: 1. Platz

Skyrunning:
2012
- Vertical Kilometer Chiavenna-Lagùnc: 2. Platz

2014
- Retezat Skyrace: 1. Platz

2015
- Trentapassi Skyrace: 1. Platz
- Giir di Mont: 1. Platz
- Vertical Kilometer Chiavenna-Lagùnc: 3. Platz

2016
- Cielo Skymarathon Sentiero 4 Luglio: 1. Platz
- Giir di Mont: 2. Platz
- La Veia Skyrace: 1. Platz
- Bellagio Skyrace: 1. Platz

2017
- Carrera Alto Sil: 1. Platz
- Sky del Canto: 1. Platz
- Trentapassi Skyrace: 1. Platz
- Orobie Vertical: 1. Platz
- Livigno Skymarathon: 2. Platz
- Cielo Skymarathon Sentiero 4 Luglio: 1. Platz
- Pizzo Stella Skyrace: 1. Platz
- La Veia Skyrace: 1. Platz
- Zacup Skyrace: 1. Platz
- Bellagio Skyrace: 1. Platz

2018
- Gran Premio Prozis: 1. Platz
- Vertical Nasego: 1. Platz
- Zegama-Aizkorri: 4. Platz
- Cielo Skymarathon Sentiero 4 Luglio: 1. Platz
- Giir di Mont: 3. Platz
- La Veia Skyrace: 1. Platz

2019
- Carrera Alto Sil: 1. Platz
- Retezat Skyrace: 1. Platz
- Cielo Skymarathon Sentiero 4 Luglio: 1. Platz
- Giir di Mont: 2. Platz
- Matterhorn Ultraks Extreme: 3. Platz
- Skyrunning-Europameisterschaften, Skyrace: 1. Platz
- Zacup Skyrace: 1. Platz
- Limone Skymasters: 1. Platz

2021
- Livigno Skymarathon: 1. Platz
- Pizzo Stella Skymarathon: 1. Platz
- Skyrace Comapedrosa: 1. Platz
- Hochkönig Skyrace: 1. Platz
- Gorbeia Suzien: 1. Platz
- Limone Extreme: 1. Platz

2022
- Rosetta Skyrace: 1. Platz
- Skyrunning-Weltmeisterschaften, Skymarathon: 1. Platz

Traillauf:
2019
- Trail-Weltmeisterschaften: 5. Platz (44 km)

2022
- Berg- und Traillauf-Weltmeisterschaften: 1. Platz (48 km)